# Neuer jüdischer Friedhof (Kazimierz Dolny)

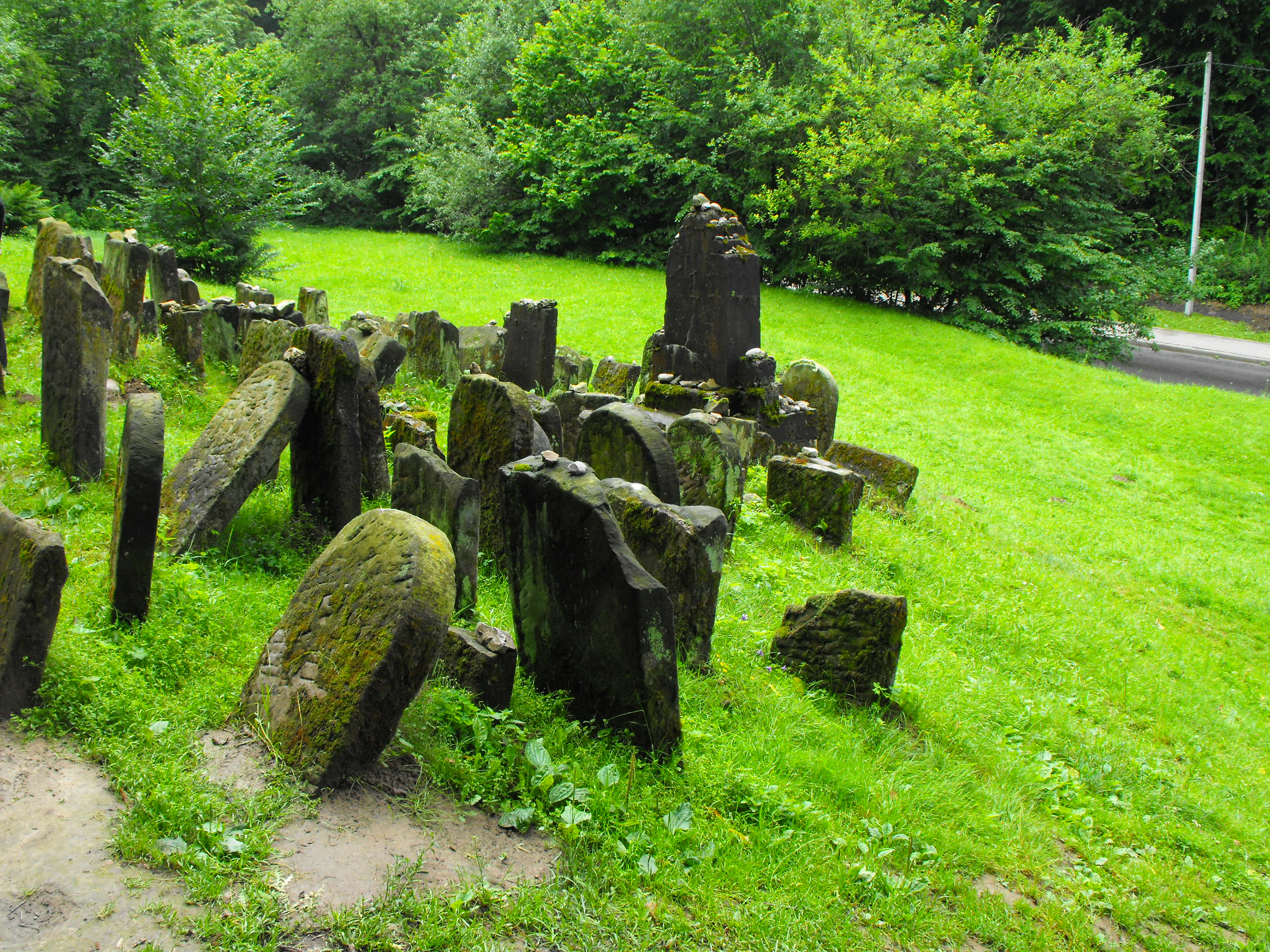
Neuer jüdischer Friedhof in Kazimierz Dolny

Der Neue jüdische Friedhof in Kazimierz Dolny, einer polnischen Stadt in der Wojewodschaft Lublin, wurde vermutlich in den 1850er Jahren angelegt. Der jüdische Friedhof südlich des Ortes an der Landstraße nach Opole Lubelskie ist ein geschütztes Kulturdenkmal.
Der Friedhof wurde während des Zweiten Weltkriegs von den deutschen Besatzern verwüstet und viele Grabsteinen wurden für Baumaßnahmen verwendet.
Auf dem Friedhof sind heute noch etwa 600 Grabsteine vorhanden, die teilweise auch vom Alten jüdischen Friedhof stammen.